# هوندا سی‌جی۱۲۵
هوندا سی‌جی۱۲۵ (به انگلیسی: Honda CG125) یک مدل موتورسیکلت ژاپنی با یک پیشرانه از گونه تک‌سیلندر، چهارزمانه و حجم ۱۲۵ سی‌سی است که در سال ۱۹۷۶ توسط هوندا طراحی شده‌است. مدل‌های W و M آن از سال ۱۹۹۲ در پاکستان و ترکیه تولید می‌گردیدند. در خود ژاپن این مدل از سال ۱۹۷۶ تا ۲۰۰۸ تولید می‌شد و سپس با هوندا سی‌بی‌اف۱۲۵ که از همین موتورسیکلت توسعه‌یافته است، جایگزین شد. این مدل با طراحی منسوخ، آلودگی و مصرف سوخت بسیار و همچنین صدای بالا و غیراستاندارد، پس از گذشت پنجاه سال از سال ۱۳۵۴ تاکنون همچنان در چند شرکت و با چند مارک مختلف در ایران درحال تولید است.

## مدل CG و CDI
این موتورسیکلت دو مدل به نام‌های سی‌جی و سی‌دی‌آی دارد که تفاوت آنها فقط در سیستم جرقه‌زنی است. سیستم جرقه‌زنی مدل سی‌جی، دارای پلاتین بوده و در حال حاضر منسوخ شده و مدل سی‌دی‌آی، دارای یک ترانزیستور بوده و سیستم بروز تری دارد. از نظر قیافه این دو مدل در قسمت‌های کیلومتر، چراغ راهنما، جای سوییچ، مدل سوییچ و… فرق دارند. مدل سی جی از نیمه دوم سال ۱۳۷۴ تولید شد. طبق گفته دارندگان این موتور مدل سی‌جی پس از مدتی استفاده دچار ایجاد مشکل در قسمت شمع می‌شد اما مدل سی‌دی‌آی این مشکل را نداشت. در مدل سی‌جی پلاتین موتورسیکلت هر چندماه یکبار باید تعویض می‌شد که در مدل سی‌دی‌آی سیستم برق بدون پلاتین شد و به‌جای پلاتین ترانزیستور به‌کار رفت که مشکلات زیادی را بر طرف کرد.
همچنین این موتورسیکلت یکی از مشهورترین و پرفروش‌ترین موتورسیکلت بازار ایران بوده.
این موتورسیکلت به دلیل استهلاک پایین و لوازم یدکی ارزان و فراوان بسیار پر طرفدار بود.
مدل های CDI بنا به سرعت ثبت شده ۱۴۵ کیلومتر بر ساعت که تقریباً حدود ۹۶ مایل بر ساعت سرعت داشده.
واردات موتور هوندا سی‌جی۱۲۵ اصل عمدتاً توسط شرکت تیزرو به‌عنوان نماینده رسمی بخش موتورهای هوندا در ایران انجام می‌گرفت.

## مسائل حقوقی مربوط به طراحی
طراحی ساده سی‌جی۱۲۵ توسط سازندگان موتورسیکلت در چین و جاهای دیگر کپی شده است تا جایی که قطعات ظاهری آنها قابل تعویض با قطعات فابریک سی‌جی۱۲۵ است. موتورهای طرح سی‌جی با انجین‌های ۱۲۵، ۱۵۰، ۱۶۹، ۲۰۰، ۲۴۰ و ۲۵۰ سی‌سی در ایران تولید شده‌اند که بخش عمده آن را مدل‌های ۱۲۵، ۱۵۰ و ۲۰۰ تشکیل می‌دهند
از جمله تولیدکنندگان موتورهای طرح سی‌جی در ایران می‌توان به زمردکویر، پیشرو، بلوچ، هیرمند، کویر، تکتاز، زیگما، لیفان، رهرو، نیکتاز، تیزکار، راپیدو، انرژی، ماراتون، تکنیک، کبیر، بهرو، جترو، احسان، پرواز، بهران، بِه پَر، ثامن، کثیر، ساوین، متین، سحر، آشیل، سامان، آمیکو، ثمین، ایران دوچرخ، کیان، هرمز، برمودا، پیشتاز، مهران، تلاش، شهاب، توریست، تندیس، تیز پر، تیزتک، تیز رو، جهان رو، دلتا و … نام برد. انجین، گیربکس، دسته سیم و مجموعه سیستم سوخت‌رسانی هوندا به‌طور کلی از کشور چین و به‌صورت مونتاژشده وارد کشور می‌شوند. قیمت مجموعه فوق در حدود ۱۶۰۰ یوآن چین برای تولیدکننده ایرانی آب می‌خورد. شاسی، تنه، باک، زین، طوقه و لاستیک و سایر قطعات ظاهری و تزیینی هم در داخل کشور تولید می‌شوند.